# Karzeł Psów Gończych
Karzeł Psów Gończych – karłowata galaktyka sferoidalna znajdująca się w konstelacji Psów Gończych w odległości około 720 000 lat świetlnych od Ziemi. Galaktyka ta jest członkiem Grupy Lokalnej oraz jednym z najbardziej oddalonych satelitów Drogi Mlecznej. Karzeł Psów Gończych został odkryty w 2006 roku.